# Trent (Dorset)
Trent è un villaggio e parrocchia civile dell'Inghilterra, appartenente alla contea del Dorset.